# 브루스 토냐치니
브루스 '토그' 토냐치니(Bruce "tog" Tognazzini)는 미국의 컴퓨터 프로그래머, 인터페이스 디자이너이자 사용성 전문가이다. 토그란 별칭으로 더 잘 알려져있다. 현재 도널드 노먼, 제이콥 닐슨과 함께 닐슨노먼그룹을 설립한 동업자이다. 특히 인간과 컴퓨터 상호작용 분야에서 주로 활동하고 있다. 초기의 애플컴퓨터의 휴먼 인터페이스 그룹에서 14년간 일했고 선 마이크로시스템에서 일했으며 1996년에는 WebMD에서 웹사이트 디자인을 담당하였었다.

## 저서
- 애플 휴먼 인터페이스 가이드라인, 1987, ISBN 0-201-17753-6
- 토그의 인터페이스,Addison Wesley, 1992, ISBN 0-201-60842-1
- 토그의 소프트웨어 디자인,Addison Wesley, 1995, ISBN 0-201-48917-1

## 같이 보기
- 도널드 노먼
- 제이콥 닐슨
- 사용성